# Kvinden og Fællesmarkedet
Kvinden og Fællesmarkedet er en film instrueret og skrevet af Mette Bauer, Li Vilstrup, Dola Bonfils og Mette Knudsen.

## Handling
Kvindens stilling socialt og politisk i og udenfor Fællesmarkedet. Gennem interviews med kvinder lægges op til debat.